# Pont de Southwark

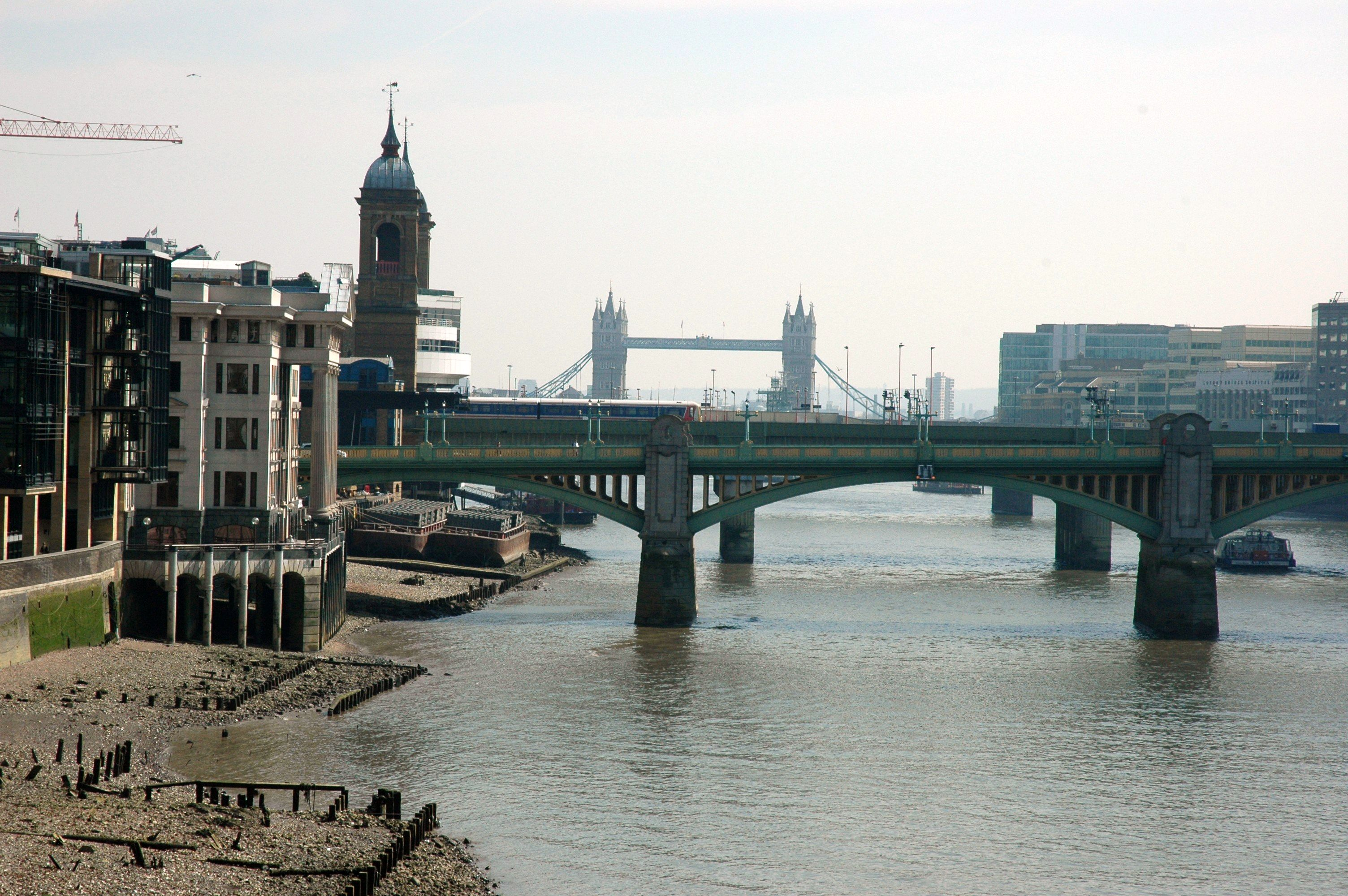
El pont de Southwark, al fons el Tower Bridge

El pont de Southwark és un pont per al trànsit que connecta Southwark i la City a través del riu Tàmesi, a Londres, Anglaterra. Fou dissenyat per Ernest George i Basil Mott i s'obria el 6 de juny de 1921. És, des de 1986, un monument protegit de Grau II.
El pròxim pont riu amunt és el pont del Mil·lenni i riu avall és el pont de Cannon Street Railway. L'extrem de migdia és prop del Tate Modern, el museu The Clink i l'edifici de Financial Times. Al nord és prop de l'estació de Cannon Street.